# 鈴木大拙
鈴木 大拙（すずき だいせつ、本名：貞太郎〈ていたろう〉、英語: D. T. Suzuki 〈Daisetz Teitaro Suzuki〉、1870年11月11日〈明治3年10月18日〉 - 1966年〈昭和41年〉7月12日）は、日本の仏教学者、文学博士である。禅についての著作を英語で著し、日本の禅文化を海外に紹介した。著書約100冊の内23冊が、英文で書かれている。1949年に文化勲章、日本学士院会員。
名の「大拙」は居士号である。故に出家者ではない。生涯、有髪であった。同郷の西田幾多郎、藤岡作太郎とは石川県立専門学校以来の友人であり、鈴木、西田、藤岡の三人は「加賀の三太郎」と称された。また、金沢時代の旧友である安宅産業の安宅弥吉は「お前は学問をやれ、俺は金儲けをしてお前を食わしてやる」と約束し、大拙を経済的に支援した。
生前、1963年にノーベル平和賞の候補に挙がっていたものの、受賞を逸している。

## 来歴

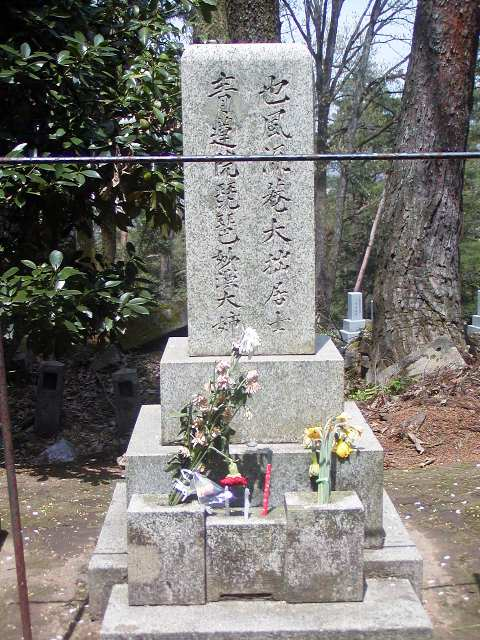
鈴木大拙、ベアトリス夫妻の墓
金沢市野田山墓地

石川県金沢市本多町に、旧金沢藩藩医の四男として生まれる。
石川県専門学校に入学後、同校の後身第四高等中学校に進学するも退学し、英語教師をしていたものの、再び学問を志して東京に出た。東京専門学校を経て、帝国大学選科に学び、在学中に鎌倉円覚寺の今北洪川、釈宗演に参禅した。この時期、釈宗演の元をしばしば訪れて禅について研究していた神智学徒のベアトリス・レイン(Beatrice Lane)と出会う（後に結婚）。ベアトリスの影響もあり後年、自身もインドのチェンナイにある神智学協会の支部にて神智学徒となる。また釈宗演より「大拙」の居士号を受ける。大拙とは「大巧は拙なるに似たり」から採ったもので、『老子道徳経』と『碧巌録』が典拠であるという。
1897年（明治30年）に釈宗演の選を受け、米国に渡り、東洋学者ポール・ケーラス（1852-1919）が編集長を務め、その義父、エドワード・C・ヘゲラー（ en:Edward C. Hegeler）が経営する出版社オープン・コート社（en:Open Court Publishing Company）で東洋学関係の書籍の出版に当たると共に、英訳『大乗起信論』（1900年）や『大乗仏教概論』（英文）など、禅についての著作を英語で著し、禅文化ならびに仏教文化を海外に広くしらしめた。

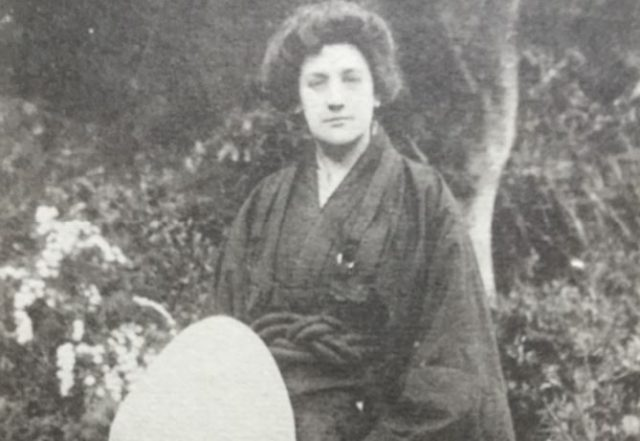
妻のベアトリス・レイン・スズキ(1878-1939)

1909年（明治42年）に帰国し、円覚寺の正伝庵に住み、学習院に赴任。英語を教えたが、終生交流した教え子に柳宗悦や松方三郎等がいる。1911年（明治44年）に米国人の仏教学者ベアトリスと結婚。1921年（大正10年）に大谷大学教授に就任して、京都に転居した。同年、同大学内に東方仏教徒協会を設立し、英文雑誌『イースタン・ブディスト』（Eastern Buddhist ）を創刊した。 1938年（昭和13年）、ナチス党員で禅宗者のドイツの伯爵カールフリート・デュルクハイム が鈴木に会いに来日。1939年、妻のベアトリス・レイン死去。
晩年は鎌倉に在住、北鎌倉の東慶寺住職井上禅定と共に、1946年（昭和21年）に自ら創設した「松ヶ岡文庫」（東慶寺に隣接）で研究生活を行った。
1948年（昭和23年）12月22日、昭和天皇に思想問題に関する進講を行う。1949年（昭和24年）には、ハワイ大学で開催された第2回東西哲学者会議に参加し、中華民国の胡適と禅研究法に関して討論を行う。同年に日本学士院会員となり、文化勲章を受章した。1952年（昭和27年）から1957年（昭和32年）まで、コロンビア大学に客員教授として滞在し、仏教とくに禅の思想の授業を行い、ニューヨークを拠点に米国上流社会に禅思想を広める立役者となった。秘書として晩年の大拙を支えた日系2世の岡村美穂子（ブルックリン植物園の日本庭園担当者・岡村方雄の娘）も同大の聴講生だった。1957年（昭和32年）には『ヴォーグ』『タイム』『ニューヨーカー』で大拙が紹介され、禅ブームとなった。ハワイ大学、エール大学、ハーバード大学、プリンストン大学などでも講義を行なった。鈴木はカール・グスタフ・ユングとも親交があり、ユングらが主催したスイスでの「エラノス会議」に出席した。またエマヌエル・スヴェーデンボリなどヨーロッパの神秘思想の日本への紹介も行った。ハイデッガーとも個人的に交流があった。1959年（昭和34年）に至るまで欧米各国の大学で、仏教思想や日本文化についても講義を行った。
1960年（昭和35年）に大谷大学を退任し名誉教授となる。90代に入っても研究生活を続けた。
1966年（昭和31年）7月12日、例年のように避暑も兼ねて軽井沢に3ヶ月程度の執筆に出かけようとしていた大拙は、自宅で激しい腹痛を訴え嘔吐を繰り返し、痛みに叫びながら救急車で運ばれた。同日未明、絞扼性イレウス（腸閉塞）のため東京築地の聖路加病院で死去、没年95。最期の言葉は、秘書の岡村美穂子が「Would you like something Sensei ?」と言ったのに対し、「No nothing. Thank you.」であったという。
没後は、鈴木学術財団（松ヶ岡文庫）が設立された。
墓所は金沢市野田山墓地の鈴木家墓所と、北鎌倉東慶寺、なお同じ境内に、岩波書店初代店主岩波茂雄や、西田幾多郎・和辻哲郎・安倍能成らの墓がある。毎年命日である7月12日には、大拙忌法要が行われる。

## 家族
妻のベアトリス（Beatrice Erskine Lane、日本名・琵琶子。1878-1939)は、ボストンで生まれ、ラドクリフ・カレッジ卒業後コロンビア大学で社会学を専攻（修士）、1911年末に横浜で大拙と結婚し、1921年より大谷大学教授（予科，実用英語と比較宗教学の原典講義担当）、同年東方仏教徒協会（Eastern Buddhist Society）を設立した。
「東京ブギウギ」の作詞者・鈴木アラン（勝）は、大拙とベアトリスの実子とも養子とも言われる。その妻がジャズ歌手の池真理子で、その間に生まれたのがセラピストの池麻耶である。
晩年に甥夫婦の四男の鈴木伊智男(造船技術士官、石川島播磨重工業勤務)を養子にした。

## 《霊性の自覚》と《即非の論理》
大拙は仏教の核心に、霊性の自覚を見出した。大拙の生涯の思索の大部分はその《霊性の自覚》に向けられていたといってもよく、これが普遍性や世界性を持つと確信したので、仏教思想を欧米へも紹介したのである。大拙が見出した仏教の霊性的自覚というのは《即非の論理》の体得である。
彼の著作群は膨大な量に上るが、その多くが《霊性の自覚》や《即非の論理》を巡るものとしてとらえることができる。たとえば『禅論文集1-3』は、禅における霊性的自覚つまり悟りの具体相と心理的過程をとらえている。『禅思想史研究第一 盤珪禅』は盤珪の不生禅を霊性的自覚としてとらえなおしたものである。『日本的霊性』は日本における《霊性の自覚》の歴史を解明した書である。『臨済の基本思想』は臨済が唱えた一無位真人のうちに《霊性の自覚》を見出したものである。『浄土系思想論』は浄土思想を《霊性の自覚》の立場から扱ったものである。

## 年表
詳細は鈴木大拙館の略歴を参照。
- 1887年（17歳） - 石川県専門学校初等中学科卒業[5]。
- 1889年（19歳） - 第四高等中学校（現・金沢大学）中退（予科卒業）。
- 1889年（19歳） - 飯田町小学校教師（英語担当）。
- 1890年（20歳） - 美川小学校訓導（1891年まで）。
- 1891年（21歳） - 東京専門学校（現・早稲田大学）中退。
- 1892年（22歳） - 帝国大学（現・東京大学）文科大学哲学科選科入学。
- 1895年（25歳） - 同修了。
- 1909年（39歳） - 8月、学習院講師[5]（英語担当）。10月、東京帝国大学（現・東京大学）文科大学講師[5]（1916年まで）。
- 1910年（40歳） - 学習院教授[5]（1921年まで）。
- 1921年（51歳） - 大谷大学教授[5][9]（1960年まで）。
- 1930年（60歳） - 英語論文で大谷大学より文学博士の学位を取得。題はStudies in the Lankavatara Sutra。
- 1934年（64歳） - 大谷大学教学研究所東亜教学部部長。
- 1938年（68歳） -  ナチス党員で禅宗者のカールフリート・デュルクハイム（英語版） が鈴木に会いに来日し[23]、1947年の強制送還まで滞在。
- 1939年（69歳） - 妻のベアトリス・アースキン・レイン死去。
- 1946年（75歳） - 鎌倉に松ヶ岡文庫を設立[5]。
- 1949年（79歳） - ハワイ大学で講義。日本学士院会員[5]。11月に文化勲章受章[5]。
- 1950年（80歳） - プリンストン大学・ニューヨーク大学などで講演。ニューヨークに居住する。
- 1952年（82歳） - コロンビア大学哲学科客員教授[5]。
- 1954年（84歳） - 英国・ドイツ・スイスなどで講演。
- 1955年（85歳） - 朝日文化賞受賞[5]。
- 1958年（88歳） - 帰国。
- 1959年（89歳） - 松ヶ岡文庫で研究生活を送る。
- 1964年（94歳） - 第1回タゴール生誕百年賞受賞。
- 1966年7月12日（95歳）- 聖路加国際病院にて没する。
- 2017年1月1日 - 没50年を経過し、著作権が終了。

## 著作

### 寄稿
- 雑誌『禅宗』。発行:貝葉書店、稗方種、禅定窟（1896年 - 1921年 ）。田島志一編集。
  - 『エマーソンの禅学論』、1896年。[注 5]　他。

### 著書
- 『鈴木大拙全集 増補新版』（全40巻、岩波書店、1999年-2003年）
  - 旧版『鈴木大拙全集』（全32巻、1968-71年、復刊1980-83年）
  - 『禅思想史研究』（全4冊、岩波書店、新装復刊1987年）
- 『鈴木大拙禅選集』（全11巻・別巻1[注 6]、春秋社、新装版2001年）
- 『語る大拙 鈴木大拙講演集1 禅者の他力論』、『同 2 大智と大悲』 （書肆心水、2017年）
- 『東洋の心』（春秋社、新版2011年）ISBN 4393133994 - 講演集・同社で多数刊
- 『東洋的一』（大東出版社、新版2010年）ISBN 4500007504 - 同社で多数刊

以下は文庫・選書での新版
- 『日本的霊性』 岩波文庫（解説篠田英雄）
  - 完全版・大東出版社（新版2008年）。角川ソフィア文庫（2010年、解説末木文美士）
- 『新編 東洋的な見方』（上田閑照編、岩波文庫、1997年、ワイド版2002年）。随想集
  - 『東洋的な見方』（角川ソフィア文庫、2017年、解説中村元・安藤礼二）
- 『禅の思想』（岩波文庫、2021年、解説横田南嶺・解題小川隆）
- 『浄土系思想論』（法蔵館、新版1999年／岩波文庫、2016年）
- 『無心ということ』（角川ソフィア文庫、新版2007年）
- 『禅とは何か』（角川ソフィア文庫、新版2008年）
- 『一禅者の思索』（講談社学術文庫、1987年）。講演、随想集
- 『禅の第一義』（平凡社ライブラリー、2011年）。初期代表作
- 『仏教の大意』（角川ソフィア文庫、解説若松英輔／中公クラシックス、解説山折哲雄、各・2017年）。講義録
- 『禅百題』『宗教とは何ぞや』（河出書房新社、2020年）。新編文集
- 『禅のつれづれ』（河出書房新社、2017年）。随想集

英文著書の訳本
- 『禅と日本文化 正・続』（北川桃雄訳、岩波新書 赤版、1940-42年）

ニューヨーク、ロンドンで1938年刊。正は1964年に改版（続は旧かな版）
- 『禅と日本文化』（碧海寿広訳・解説、角川ソフィア文庫、2022年）ISBN 4044006598。原書は戦後に改訂した英語圏向け版より新訳
- 『禅』（工藤澄子訳、ちくま文庫、ワイド版2017年） ISBN 4480021574
- 『禅仏教入門』（増原良彦訳、春秋社、新版2008年／中公クラシックス、2017年）- 元版「選集」
- 『禅による生活』（小堀宗柏訳、春秋社、新版2020年）- 同上
- 『真宗入門』（佐藤平（顕明）訳、春秋社、新版2022年）- 同上
- 『真宗とは何か』（佐藤平 顕明訳、法蔵館、新版2021年） ISBN 4831887870
- 『禅学入門』（講談社学術文庫、2004年）- 英文著作を自ら訳した。ISBN 4061596683
- 『禅に生きる 鈴木大拙コレクション』（守屋友江編訳、ちくま学芸文庫、2012年）- 編年体で書簡併録。ISBN 4480094458
- 『禅学への道』（坂本弘訳、アートデイズ、2003年）- 英文原文も収録。ISBN 4861190126。
- 『神秘主義 キリスト教と仏教』（坂東性純・清水守拙訳、岩波書店、2004年／岩波文庫、2020年） ISBN 4003332369
- 『禅堂生活』（横川顕正訳、岩波文庫、2016年） ISBN 4003332334
- 『大乗仏教概論』（佐々木閑訳、岩波書店、2004年／岩波文庫、2016年） ISBN 4003332342
- 『禅八講 鈴木大拙最終講義』（角川選書、2013年、常盤義伸編・酒井懋訳） ISBN 404703522X
- 『華厳の研究』（杉平シズ智【しずとし】訳、角川ソフィア文庫、2020年） ISBN 4044004536
- 『鈴木大拙 コロンビア大学セミナー講義』（重松宗育・常盤義伸編訳、方丈堂出版（上・下）、2017年）

### 共著
- エーリッヒ・フロム; リチャード・デマルティーノ 著、佐藤幸治ほか 訳『禅と精神分析』東京創元社〈現代社会科学叢書〉、1960年11月15日。NDLJP:2968362。(要登録)
- 『鈴木大拙対話 人間いかに生くべきか』 古田紹欽 編、社会思想社、1967年
- 『鈴木大拙坐談集』 古田紹欽 編、読売新聞社、1971-72年
全5巻：1人間の智慧、2東洋と西洋、3現代人と宗教、4弥陀の本願、5禅の世界

### CD
- 『CD版 禅者のことば 鈴木大拙講演選集』（全6巻：アートデイズ、2003年）
- 『禅と科学』、『最も東洋的なるもの』、『禅との出会い―私の自叙伝』
鈴木大拙講演（新潮CD：新潮社、新版2007年）。旧版は同・カセット
- 『CDブック 大拙 禅を語る－世界を感動させた三つの英語講演』
（アートデイズ、2006年、重松宗育監修・日本語訳） ISBN 4861190665
- 『CD版 禅 東洋的なるもの 鈴木大拙講演集』（全4巻：アートデイズ、2017年）

## その他

### ドキュメンタリー
- こころの時代「大拙先生とわたし」（2017年5月、NHK Eテレ）[24]